# Alice Ball
Alice Augusta Ball, née le 24 juillet 1892 et morte le 31 décembre 1916, est une chimiste américaine connue pour avoir développé l'un des traitements les plus efficaces contre la lèpre avant les années 1940. Elle est également la première femme ainsi que la première personne afro-américaine à être diplômée de l'université d'Hawaï.

## Jeunesse et éducation
Alice Augusta Ball naît le 24 juillet 1892 à Seattle, dans l'État de Washington, du couple James Presley et Laura Louise (Howard) Ball. Son père est éditeur de journal, photographe et avocat. Son grand-père, James Presley Ball, est un photographe célèbre, connu pour être le premier Afro-Américain reconnu pour sa maîtrise du daguerréotype.
En 1903, James Ball, Sr. déménage avec sa famille à Hawaï, mais son décès l'année suivante fait en sorte que la famille revient à Seattle en 1905.
Alice Ball y fréquente la Seattle High School et est diplômée avec mention en sciences en 1910. Elle commence des études en chimie à l'université de Washington,. Au cours des quatre ans qu'elle y passe, elle obtient une licence en chimie pharmaceutique et une licence en pharmacie. Elle copublie avec son professeur de pharmacie Benzoylations in Ether Solution dans le Journal of the American Chemical Society.
Après ses études de premier cycle, Ball obtient des bourses pour poursuivre des études à l'université de Californie à Berkeley et à l'université d'Hawaï. Ball décide de retourner à Hawaï afin d'y effectuer une maîtrise en chimie. En 1915, elle devient la première femme et la première personne afro-américaine à être diplômée de cette institution,.

## Recherches
Lors de ses études postdoctorales à l'université d'Hawaï, Alice Ball s'intéresse à la structure chimique et au principe actif du kava.
À la même époque, le Dr Harry T. Hollmann, assistant chirurgien à l'hôpital de Kalihi (en), demande l'aide de Ball pour développer une méthode pour isoler le composant actif de l'huile du chaulmoogra, utilisée notamment dans le traitement de la lèpre. En effet, à l'époque, plusieurs patients préfèrent éviter d'utiliser cette huile à long terme en raison de son goût amer et de ses effets secondaires très puissants, dont des maux d'estomacs.
Ball développe un processus d'isolement de l'ester éthyle des acides gras de l'huile de chaulmoogra afin qu'ils puissent être injectés. Cependant, elle meurt avant d'avoir publié ses résultats. Un autre chimiste de l'université d'Hawaï, Arthur L. Dean, continue ses travaux et commence la production à grande échelle d'extrait de chaulmoogra injectables. En 1918, un médecin hawaïen écrit dans le Journal of the American Medical Association qu'un total de 78 patients ont quitté l'hôpital de Kalihi après avoir reçu le traitement par injection,.
L'ester éthyle isolé est demeuré le principal traitement de la lèpre jusqu'au développement des sulfones au cours des années 1940.

## Mort et héritage
Alice Augusta Ball tombe malade lors de ses recherches et retourne à Seattle en 1916 pour y être traitée. Elle y meurt le 31 décembre 1916 à l'âge de 24 ans. Dans un article publié l'année suivante dans le Pacific Commercial Advertiser, on suppose que la cause de la maladie serait possiblement un empoisonnement au chlore alors qu'elle enseignait. La cause officielle de la mort demeure inconnue de nos jours, le certificat de décès ayant été modifié et affirmant qu'elle serait morte de tuberculose.
Elle décède avant d'avoir publié ses travaux que le président de l'université Arthur L. Dean s'attribue. Ce n'est qu'en 1977, qu'une chercheuse redécouvre que ce sont les recherches d'Alice Ball.  
Le 29 février 2000, l'université d'Hawaï a inauguré une plaque commémorative des travaux de Ball, posée sur un arbre chaulmoogra situé derrière le Bachman Hall. Le même jour, l'ancienne lieutenant-gouverneur d'Hawaï Mazie Hirono déclare le 29 février « jour Alice Ball », célébré tous les quatre ans,.
En 2007, le conseil d'administration de l'université d'Hawaï attribue à Ball la Medal of Distinction.

## Hommages
A Villeurbanne, une école porte son nom.